# しばき隊
しばき隊（しばきたい）は、ヘイトスピーチへの抗議を行っていた団体およびヘイトスピーチに抗議する人々全般をさす。
団体や創始者とは無関係の抗議をする人々全般が指されている。抗議をされた政治家自身がしばき隊という名を用いている。

## 団体
2010年頃から在日特権を許さない市民の会（在特会）などへ対抗する「カウンターデモ」に参加していた野間易通を会長となり、2013年2月9日にメンバーの初顔合わせが行われて発足した。
団体側の見解によると、2013年1月12日に「在特狩り行きたいな」と野間がツイートしたことから「レイシストをしばき隊（レイシストをしばきたい。略称しばき隊）」を結成され、同団体が「レイシスト」と見做した在特会に対して初めてのカウンターデモを同年2月9日に行ったとしている。またその後、しばき隊が「ファシスト」と位置付けた安倍政権に対する糾弾活動も行われた。元メンバーで組織のご意見番だった清義明によると、「(しばき隊は)社会運動の体裁を整えられるような集団」ではなく、「もともとネットのチンピラなんだから、チンピラなりの分をわきまえるべきだ」としばき隊メンバーらを批判している。菅野完も元々女性関係に悪評があった組織内の「チンピラ」の一人だったが、しばき隊加入後にエスカレートして運動内部で問題化、運動の活動費用の金銭問題で追放された。2014年5月27日、野間易通はツイッターで「 警察からしばき隊は北朝鮮に関係している人間がいると伝えられました。本当ですか？」という質問された際に、「しばき隊は北朝鮮人民解放軍の便衣兵である」と返答している。「しばき隊」は2014年9月30日付で発展的解散し、翌日である10月1日に後継団体となる「C.R.A.C.」が結成された。C.R.A.C.公式によると、同組織は「いわゆるしばき隊、プラカ隊、署名隊その他が渾然一体となったもの」で「これまでさまざまな形態のカウンター・アクションを呼びかけていた人たちが、そのまま引き続き」「行動を呼びかけ」る「プラットフォーム」と説明されている。構成員と非構成員の境界が明確でないため、関係している人物は関与の程度を問わず、「しばき隊界隈」と総称されることも多い。
1. ↑  “しばき隊が来て警察の方に出動していただくことになった時の映像です。 - 杉田水脈（スギタミオ） ｜ 選挙ドットコム”. 選挙ドットコム. 2025年8月18日閲覧。
2. ↑  “その場でしばき隊を逮捕する方法があった。その名も『私人逮捕』 - とよ島くにひろ（トヨシマクニヒロ） ｜ 選挙ドットコム”. 選挙ドットコム. 2025年8月18日閲覧。
3. ↑  （インタビュー）ヘイトスピーチをたたく　「レイシストをしばき隊」野間易通さん(アーカイブ) - 朝日新聞デジタル 2013年8月10日配信
4. ↑  “新大久保で「お散歩」鎮圧…「レイシストをしばき隊」発足5周年記念トークイベント”. www.mindan.org. 2024年11月20日閲覧。
5. ↑  “野間易通 on Twitter: "在特狩り行きたいな。"”. 2015年4月25日時点のオリジナルよりアーカイブ。2015年4月25日閲覧。
6. 1 2 3  “「レイシストをしばき隊」とは？メンバーや事件まとめ。その正体とは…”. 2022年8月19日閲覧。　Cherish 2021年10月05日公開 2021年10月05日更新
7. ↑  神原 2014, p. 12.
8. ↑  @kdxn 2014年5月27日11時39分、野間易通のツイート
9. ↑  反レイシズムの「しばき隊」が解散しC.R.A.Cが始動（アメーバニュース 2013年10月1日10時45分配信）
10. ↑  “C.R.A.C”.   Counter-Racist Action Collective（C.R.A.C） (2013年10月1日). 2022年2月10日閲覧。

1. ↑  片仮名で「シバキ隊」と表記されることもあるが、正式名称は平仮名で「しばき隊」である。
2. ↑  「CRAC」と表記されることもあるが、正式には「C.R.A.C.」。Counter-Racist Action Collective（反人種差別行動集団）の略称。